# Kodasari
Kodasari is een bestuurslaag in het regentschap Majalengka van de provincie West-Java, Indonesië. Kodasari telt 2926 inwoners (volkstelling 2010).